# Gangrena
El término gangrena (del latín gangraena, y a su vez del griego γάγγραινα [gággraina], que significa «putrefacción») se usa en medicina y en medicina veterinaria para referirse a una enfermedad que va produciendo la muerte de las células de la carne (necrosis) desde un punto del cuerpo hacia el resto, lo cual está acompañado de una decoloración característica. 
Los factores de riesgo incluyen diabetes mellitus, enfermedad arterial periférica, tabaquismo, traumatismos graves, alcoholismo, VIH/SIDA, congelación, influenza, dengue, malaria, varicela, peste, hipernatremia, lesiones por radiación, enfermedad meningocócica, infección por estreptococos del grupo B y síndrome de Raynaud. Se puede clasificar como gangrena seca, gangrena húmeda, gangrena gaseosa, gangrena interna y la fascitis necrotizante. El diagnóstico de gangrena se basa en los síntomas y está respaldado por pruebas como las imágenes médicas.
El tratamiento puede incluir cirugía para eliminar el tejido muerto, antibióticos para tratar cualquier infección y esfuerzos para abordar la causa subyacente. Los tratamientos quirúrgicos pueden incluir desbridamiento, amputación o el uso de terapia con gusanos. Los esfuerzos para tratar la causa subyacente pueden incluir cirugía de derivación o angioplastia. En ciertos casos, la terapia con oxígeno hiperbárico puede ser útil. Se desconoce la frecuencia con la que ocurre la afección.

## Historia
En los años previos a los antibióticos, comúnmente se usaban gusanos (larvas) de mosca para tratar heridas o úlceras y prevenir o detener la expansión de la necrosis. Esta práctica se basa en que algunas especies de gusanos consumen solo carne muerta, sin afectar al tejido viviente circundante. Aunque ha caído su uso desde la aparición de los tratamientos de heridas con antibióticos y enzimas, se sigue utilizando hoy en día, sobre todo ante infecciones resistentes a los antibióticos.

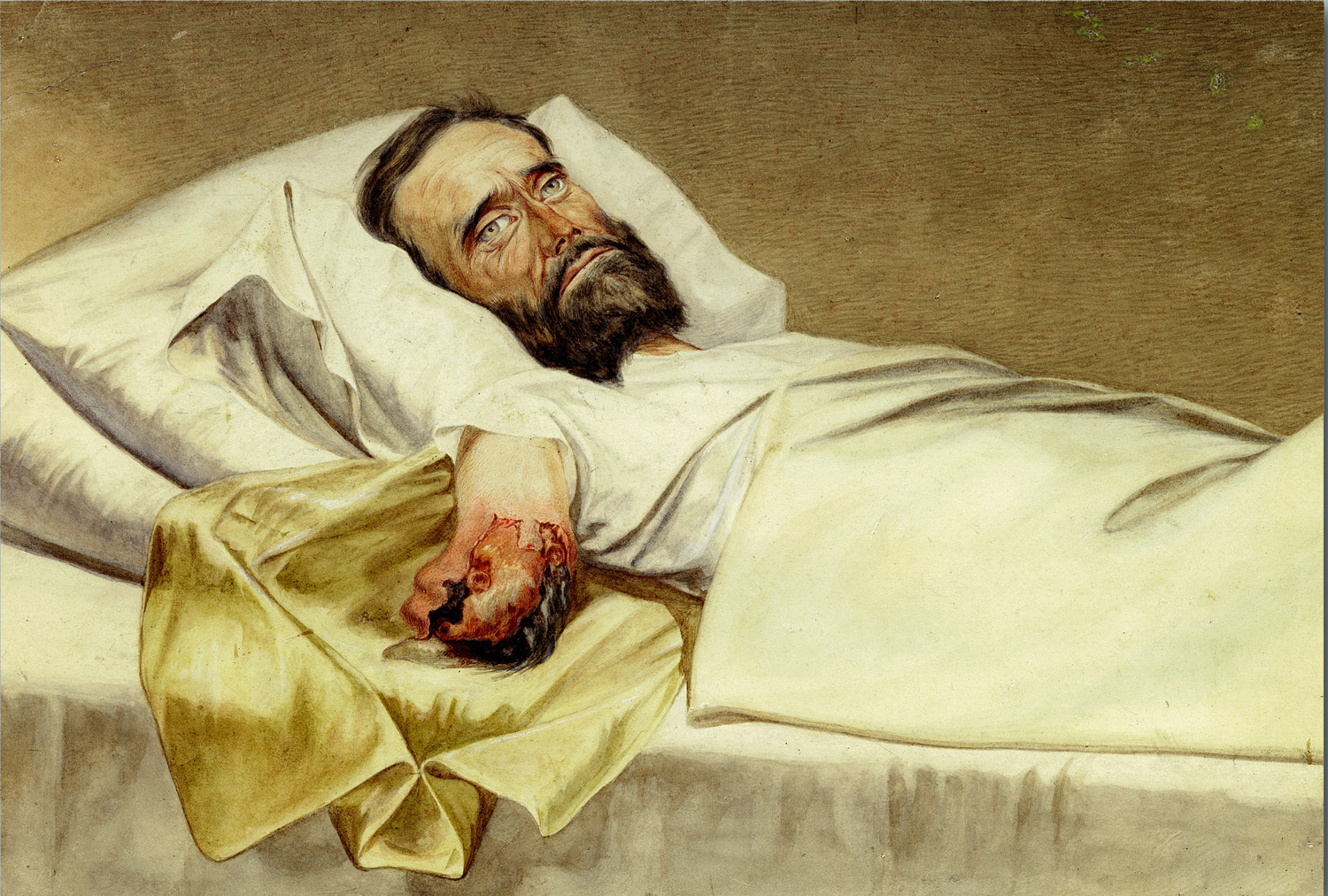
El soldado Milton E. Wallen del Ejército Confederado yace en cama con un brazo amputado gangrenado.

Ya en 1028, mosca y gusanos se utilizaban habitualmente para tratar heridas crónicas o úlceras para prevenir o detener la propagación necrótica, ya que algunas especies de gusanos solo consumen carne muerta, dejando intacto el tejido vivo cercano. Esta práctica desapareció tras la introducción de los antibióticos en el tratamiento de las heridas. En los últimos tiempos, sin embargo, la terapia con gusanos ha recuperado cierta credibilidad y a veces se emplea con gran eficacia en casos de necrosis tisular crónica.
El compositor barroco francés Jean-Baptiste Lully contrajo gangrena en enero de 1687 cuando, mientras dirigía una interpretación de su Te Deum, se clavó en un dedo del pie el bastón puntiagudo con que dirigía. La enfermedad se le extendió a la pierna, pero el compositor se negó a que le amputaran el dedo del pie, lo que finalmente lo llevó a la muerte en marzo de ese año.
El rey francés Louis XIV murió de gangrena en una pierna el 1 de septiembre de 1715, cuatro días antes de cumplir 77 años.
Sebald Justinus Brugmans, catedrático de la Universidad de Leyden, a partir de 1795 director de la Oficina Médica de la República de Batavia, e inspector general del Servicio de Sanidad Militar Imperial francés en 1811, se convirtió en un destacado experto en la lucha contra la gangrena hospitalaria y su prevención. En 1814 escribió un tratado sobre la gangrena en el que analizaba y explicaba meticulosamente las causas de esta terrible enfermedad, de la que estaba convencido de que era contagiosa. Completó su entrada con una evaluación exhaustiva de todas las normas sanitarias posibles y bien experimentadas. Su trabajo tuvo muy buena acogida y fue decisivo para convencer a la mayoría de los autores posteriores de que la gangrena era una enfermedad contagiosa.
John M. Trombold escribió: "Middleton Goldsmith, cirujano del Ejército de la Unión durante la Guerra Civil estadounidense, estudió meticulosamente la gangrena hospitalaria y desarrolló un régimen de tratamiento revolucionario. La mortalidad acumulada de gangrena hospitalaria en la Guerra Civil era del 45%. El método de Goldsmith, que aplicó a más de 330 casos, arrojó una mortalidad inferior al 3%." Goldsmith abogó por el uso de desbridamiento y soluciones tópicas e inyectadas de bromuro en heridas infectadas para reducir la incidencia y virulencia del "miasma envenenado".  Copias de su libro para fomentar el uso de sus métodos.

### Personajes que han fallecido por gangrena
- Honoré de Balzac
- Louis XIV
- Jean Baptiste Lully
- Miguel Ramos Arizpe
- Tomás Carrasquilla
- Henri Rousseau
- Chevalier de Saint-Georges
- Otto von Bismarck
- Jean Lannes

## Clasificación
La gangrena causada por una seria infección bacteriana en una herida es llamada gangrena húmeda. La gangrena causada por falta de circulación en una herida o área afectada se llama gangrena seca.
También existe la gangrena espumosa/gaseosa, que es aquella en la que el tejido tegumentario —la piel— se va cayendo a pedazos, lo cual provoca un olor desagradable al olfato humano; este tipo de gangrena es causada por la bacteria Clostridium perfringens, que generalmente entra cuando hay una ruptura del tejido (sin importar que el objeto por el que entró tenga o no óxido).[cita requerida]

### Gangrena seca
La gangrena seca es una forma de necrosis coagulativa que se desarrolla en tejido isquémico, donde el suministro de sangre es inadecuado para mantener el tejido viable. No es una enfermedad en sí, sino un síntoma de otras enfermedades. El término seca solo se utiliza cuando se refiere a una extremidad o al intestino (en otras localizaciones, este mismo tipo de necrosis se denomina infarto, como el infarto de miocardio).  La gangrena seca suele deberse a arteriopatía periférica, pero puede deberse a isquemia aguda de las extremidades. Por ello, las personas con aterosclerosis, colesterol alto, diabetes y fumadores suelen padecer gangrena seca. El oxígeno limitado en la extremidad isquémica limita la putrefacción y las bacterias no consiguen sobrevivir. La parte afectada está seca, encogida y de color negro rojizo oscuro.  La línea de separación suele provocar la separación completa, con eventual caída del tejido gangrenoso si no se extirpa quirúrgicamente, proceso denominado autoamputación.
La gangrena seca es el resultado de una isquemia crónica sin infección. Si la isquemia se detecta precozmente, cuando hay herida isquémica y no gangrena, el proceso puede tratarse mediante revascularización (a través de bypass vascular o angioplastia).  Sin embargo, una vez que se ha desarrollado la gangrena, los tejidos afectados no son salvables. Dado que la gangrena seca no va acompañada de infección, no es tan emergente como la gangrena gaseosa o la gangrena húmeda, ambas con riesgo de sepsis. Con el tiempo, la gangrena seca puede convertirse en gangrena húmeda si se desarrolla una infección en los tejidos muertos.
La Diabetes mellitus es un factor de riesgo para la enfermedad vascular periférica, por tanto para la gangrena seca, pero también un factor de riesgo para la gangrena húmeda, particularmente en pacientes con niveles de azúcar en sangre mal controlados, ya que la glucosa sérica elevada crea un entorno favorable para la infección bacteriana.
Los primeros signos de la gangrena seca son un dolor apagado y sensación de frío en el área, junto con un color pálido en la carne. Si se detecta en forma temprana, el proceso a veces puede ser revertido mediante cirugía vascular. Sin embargo, si la necrosis se establece, el tejido afectado debe eliminarse, para no sufrir gangrena húmeda.

### Gangrena húmeda
La gangrena húmeda se produce principalmente en tejidos y órganos naturalmente húmedos como la boca, el intestino, los pulmones, el cérvix y la vulva. Las úlceras por presión que ocurren en partes del cuerpo como el sacro, glúteos y talones —aunque no necesariamente húmedas— también se clasifican como infecciones de gangrena húmeda.

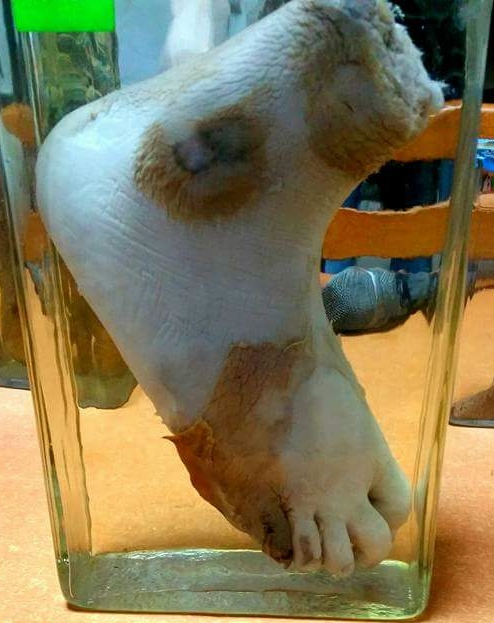
Gangrena húmeda del pie.

La gangrena húmeda, o infectada, se caracteriza por bacterias prósperas y tiene un pronóstico malo (en comparación con la gangrena seca) debido a la sepsis resultante de la libre comunicación entre el líquido infectado y el líquido circulatorio. En la gangrena húmeda, el tejido está infectado por microorganismos saprógenos (Clostridium perfringens o Bacillus fusiformis, por ejemplo), que hacen que el tejido se hinche y emita un olor fétido. La gangrena húmeda suele desarrollarse rápidamente debido a la obstrucción del flujo sanguíneo venoso (principalmente) o arterial. La parte afectada se satura de sangre estancada, lo que favorece el rápido crecimiento de las bacterias. Los productos tóxicos formados por las bacterias se absorben, provocando una manifestación sistémica de sepsis y finalmente la muerte. La parte afectada está edematosa, blanda, pútrida, podrida y oscura.
Debido a la elevada mortalidad asociada a la gangrena infectada (alrededor del 80% sin tratamiento y el 20% con tratamiento), a menudo es necesaria una amputación de rescate de urgencia, como una amputación en guillotina, para limitar los efectos sistémicos de la infección. Una amputación de este tipo puede convertirse en una amputación formal, como una amputación por debajo o por encima de la rodilla.

### Gangrena gaseosa
Debido a su tendencia rápidamente expansiva, se considera una emergencia médica. La gangrena gaseosa se produce cuando una herida del tejido blando se contamina con esporas (pueden estar en tierra o en heces) de Clostridium perfringens, como ocurre en traumatismos, aborto séptico y heridas de guerra. La rápida progresión de la gangrena gaseosa ocurre por la tendencia del gas a expandirse, abriendo y separando los tejidos; se produce edema, que dificulta la circulación y favorece la extensión de la infección anaeróbica, exponiendo así progresivamente más y más tejidos saludables a la infección. Se la considera una enfermedad invasora.[cita requerida]
La gangrena gaseosa puede causar mionecrosis, producción de gas y sepsis. Su evolución a toxemia y choque séptico es a menudo muy rápida. Puede producir un líquido fétido porque es la excreción de la carne. Solo es posible resolver el problema extirpando el tejido infectado.[cita requerida]
El Clostridium perfringens tiene una actividad prodigiosamente rápida. Es muy importante recordar que, cuando se produjo una fractura expuesta, dejó en los primeros momentos de ser emergencia traumatológica para convertirse en urgencia infectológica. Es urgente lavar con agua y jabón la herida minuciosamente, luego pasar al lavado con solución fisiológica, povidona, antisépticos y comenzar con tratamiento antibiótico. Es importante lavar y desinfectar las heridas rápidamente.[cita requerida]

### Otros
- La gangrena de Fournier afecta principalmente los genitales masculinos y la zona inguinal.
- La fascitis necrotizante afecta las capas más profundas de la piel.
- La noma es un tipo de gangrena facial.[cita requerida]

## Tratamiento
Un problema de gangrena debe ser atendido por un médico tan pronto como sea posible, para evitar su agravamiento y extensión.
El tratamiento habitual es la cirugía de desbridamiento (quitar el tejido necrosado e infectado de la piel), para evitar que la infección se extienda hacia otras partes del cuerpo y mejorar la cicatrización.
Además, existen cirugías para intentar restablecer el flujo sanguíneo al tejido. Esas cirugías pueden incluir reparar vasos sanguíneos. Además, el paciente realizaría ejercicios que contribuyesen a restablecer ese flujo sanguíneo en la zona, tras recibir anestesia.
Los antibióticos solos no son eficaces porque no penetran suficientemente en los músculos en isquemia, por donde la sangre no fluye como debería. Sin embargo, se administran antibióticos como tratamiento suplementario a la cirugía.
La escisión con amputación es necesaria en muchos casos, lo que evita que la gangrena vaya avanzando desde una zona del cuerpo devastada hacia el resto. También ha sido realizada en ocasiones la simpatectomía (extirpación quirúrgica de un segmento del sistema nervioso simpático) con reserpina intravenosa.
Las lesiones por congelamiento pueden terminar en gangrena, por lo cual, a veces son usados heparina, o antitrombóticos y vasodilatadores en general para esa parte del cuerpo, en las primeras 24 horas, buscando así reducir los problemas isquémicos y evitar una posible amputación por la gangrena. Otros tipos de isquemia también pueden terminar en gangrena, como es el caso de la enfermedad arterial periférica (EAP o PAD), por lo que también son usados antitrombóticos en ellos. Sin embargo, en algunos casos de administración de heparina, ésta provoca una respuesta contraria del organismo (un síndrome de trombocitopenia con trombosis inducido por heparina) lo cual puede producir la trombosis en sí y finalmente terminar en gangrena.
Además, puede ser aplicada la oxigenoterapia hiperbárica, que actúa matando a las bacterias anaeróbicas Clostridium perfringens y como inhibidor de su crecimiento. Ese tratamiento también podría ser útil para mejorar la oxigenación y acelerar la recuperación de los tejidos afectados. Habitualmente, la oxigenoterapia se realiza mediante cámaras de oxígeno.